# Lista odcinków serialu Piraci
Poniżej znajduje się lista odcinków serialu telewizyjnego Piraci – emitowanego przez amerykańską płatną stację telewizyjną Starz od 25 stycznia 2014 roku do 2 kwietnia 2017 roku. Powstały cztery serie, które łącznie składają się z 38 odcinków. W Polsce serial był emitowany od 14 września 2014 roku do  4 kwietnia 2017 roku przez Canal+.
| Sezon | Sezon | Odcinki | Oryginalna emisja Starz | Oryginalna emisja Starz | Oryginalna emisja | Oryginalna emisja   | Oryginalna emisja |
| Sezon | Sezon | Odcinki | Premiera sezonu         | Finał sezonu            | Premiera sezonu   | Finał sezonu        |                   |
| ----- | ----- | ------- | ----------------------- | ----------------------- | ----------------- | ------------------- | ----------------- |
|       | 1     | 8       | 25 stycznia 2014        | 15 marca 2014           | 14 września 2014  | 5 października 2014 |                   |
|       | 2     | 10      | 24 stycznia 2015        | 28 marca 2015           | 27 marca 2015     | 28 marca 2015       |                   |
|       | 3     | 10      | 23 stycznia 2016        | 26 marca 2016           | 3 marca 2016      | 31 marca 2016       |                   |
|       | 4     | 10      | 29 stycznia 2017        | 2 kwietnia 2017         | 9 marca 2017      | 4 kwietnia 2017     |                   |

## Sezon 1 (2014)
| Nr | # | Tytuł | Reżyseria     | Scenariusz                          | Premiera Starz   | Premiera Canal+     |
| -- | - | ----- | ------------- | ----------------------------------- | ---------------- | ------------------- |
| 1  | 1 | I.    | Neil Marshall | Jonathan E. Steinberg Robert Levine | 25 stycznia 2014 | 14 września 2014    |
| 2  | 2 | II.   | Sam Miller    | Jonathan E. Steinberg Robert Levine | 1 lutego 2014    | 14 września 2014    |
| 3  | 3 | III.  | Neil Marshall | Jonathan E. Steinberg Robert Levine | 8 lutego 2014    | 21 września 2014    |
| 4  | 4 | IV.   | Sam Miller    | Brad Caleb Kane                     | 15 lutego 2014   | 21 września 2014    |
| 5  | 5 | V.    | Marc Munden   | Doris Egan                          | 22 lutego 2014   | 28 września 2014    |
| 6  | 6 | VI.   | T. J. Scott   | Heather Bellson                     | 1 marca 2014     | 28 września 2014    |
| 7  | 7 | VII.  | Marc Munden   | Michael Angeli                      | 8 marca 2014     | 5 października 2014 |
| 8  | 8 | VIII. | T. J. Scott   | Jonathan E. Steinberg Robert Levine | 15 marca 2014    | 5 października 2014 |

## Sezon 2 (2015)
27 lipca 2013 roku, stacja Starz zamówiła drugi sezon serialu.
| Nr | #  | Tytuł  | Reżyseria       | Scenariusz                                                          | Premiera Starz   | Premiera Canal+ |
| -- | -- | ------ | --------------- | ------------------------------------------------------------------- | ---------------- | --------------- |
| 9  | 1  | IX.    | Steve Boyum     | Jonathan E. Steinberg Robert Levine                                 | 24 stycznia 2015 | 27 marca 2015   |
| 10 | 2  | X.     | Clark Johnson   | Michael Chernuchin                                                  | 31 stycznia 2015 | 27 marca 2015   |
| 11 | 3  | XI.    | Stefan Schwartz | Brad Caleb Kane                                                     | 7 lutego 2015    | 27 marca 2015   |
| 12 | 4  | XII.   | Clark Johnson   | Julie Siege, Jonathan E. Steinberg & Dan Shotz                      | 14 lutego 2015   | 27 marca 2015   |
| 13 | 5  | XIII.  | Alik Sakharov   | Aaron Helbing, Todd Helbing                                         | 21 lutego 2015   | 27 marca 2015   |
| 14 | 6  | XIV.   | Michael Nankin  | Heather Bellson                                                     | 28 lutego 2015   | 28 marca 2015   |
| 15 | 7  | XV.    | Alik Sakharov   | Lisa Schultz Boyd                                                   | 7 marca 2015     | 28 marca 2015   |
| 16 | 8  | XVI.   | Steve Boyum     | Marc Berzenski, Maria Melnik, Jonathan E. Steinberg & Robert Levine | 14 marca 2015    | 28 marca 2015   |
| 17 | 9  | XVII.  | Lukas Ettlin    | Dan Shotz, Brad Caleb Kane                                          | 21 marca 2015    | 28 marca 2015   |
| 18 | 10 | XVIII. | Steve Boyum     | Jonathan E. Steinberg, Robert Levine                                | 28 marca 2015    | 28 marca 2015   |

## Sezon 3 (2016)
| Nr | #  | Tytuł   | Reżyseria       | Scenariusz                               | Premiera Starz   | Premiera Canal+ |
| -- | -- | ------- | --------------- | ---------------------------------------- | ---------------- | --------------- |
| 19 | 1  | XIX.    | Alik Sakharov   | Jonathan E. Steinberg & Robert Levine    | 23 stycznia 2016 | 3 marca 2016    |
| 20 | 2  | XX.     | Lukas Ettlin    | Jonathan E. Steinberg & Brad Caleb Kane  | 30 stycznia 2016 | 3 marca 2016    |
| 21 | 3  | XXI.    | Stefan Schwartz | Jonathan E. Steinberg, Dan Shotz         | 6 lutego 2016    | 10 marca 2016   |
| 22 | 4  | XXII.   | Steve Boyum     | Jonathan E. Steinberg, Lisa Schultz Boyd | 13 lutego 2016   | 10 marca 2016   |
| 23 | 5  | XXIII.  | Alik Sakharov   | Jonathan E. Steinberg, Robert Levine     | 20 lutego 2016   | 17 marca 2016   |
| 24 | 6  | XXIV.   | Lukas Ettlin    | Dan Shotz                                | 27 lutego 2016   | 17 marca 2016   |
| 25 | 7  | XXV.    | Rob Bailey      | Marc Berzenski, Josh Rothenberger        | 5 marca 2016     | 24 marca 2016   |
| 26 | 8  | XXVI.   | Stefan Schwartz | Evan Bleiweiss                           | 12 marca 2016    | 24 marca 2016   |
| 27 | 9  | XXVII.  | Steve Boyum     | Brad Caleb Kane, Tyler Van Patten        | 19 marca 2016    | 31 marca 2016   |
| 28 | 10 | XXVIII. | Alik Sakharov   | Jonathan E. Steinberg, Robert Levine     | 26 marca 2016    | 31 marca 2016   |

## Sezon 4 (2017)
| Nr | #  | Tytuł    | Reżyseria             | Scenariusz                                          | Premiera Starz   | Premiera Canal+ |
| -- | -- | -------- | --------------------- | --------------------------------------------------- | ---------------- | --------------- |
| 29 | 1  | XXIX.    | Lukas Ettlin          | Jonathan E. Steinberg, Robert Levine                | 29 stycznia 2017 | 9 marca 2017    |
| 30 | 2  | XXX.     | Alik Sakharov         | Jonathan E. Steinberg, Dan Shotz                    | 5 lutego 2017    | 9 marca 2017    |
| 31 | 3  | XXXI.    | Roel Reiné            | Jonathan E. Steinberg, Brad Caleb Kane              | 12 lutego 2017   | 16 marca 2017   |
| 32 | 4  | XXXII.   | Marc Jobst            | Peter Ocko, Michael Russell Gunn                    | 19 lutego 2017   | 16 marca 2017   |
| 33 | 5  | XXXIII.  | Alik Sakharov         | Jonathan E. Steinberg, Dan Shotz                    | 26 lutego 2017   | 23 marca 2017   |
| 34 | 6  | XXXIV.   | Steve Boyum           | Jonathan E. Steinberg, Robert Levine                | 5 marca 2017     | 23 marca 2017   |
| 35 | 7  | XXXV.    | Lukas Ettlin          | Robert Levine, Brad Caleb Kane                      | 12 marca 2017    | 30 marca 2017   |
| 36 | 8  | XXXVI.   | Uta Briesewitz        | Jenniffer Castillo, Jillian Molin, Tyler Van Patten | 19 marca 2017    | 30 marca 2017   |
| 37 | 9  | XXXVII.  | Steve Boyum           | Jonathan E. Steinberg, Dan Shotz                    | 26 marca 2017    | 6 kwietnia 2017 |
| 38 | 10 | XXXVIII. | Jonathan E. Steinberg | E. Steinberg, Robert Levine                         | 2 kwietnia 2017  | 6 kwietnia 2017 |